# Найзненски хамелеон джудже
Найзненските хамелеон джуджета (Bradypodion damaranum), наричани също дамарски пъстри планински хамелеони, са вид дребни влечуги от семейство Хамелеонови (Chamaeleonidae).
Разпространени са в ограничена област с афромонтански гори в югозападната част на Южноафриканската република. Достигат обща дължина от 18 сантиметра, а цветът им е ярко зелен до синкав, с лилави, жълти и розови оттенъци.